# Le Cellier

Le Cellier este o comună în departamentul Loire-Atlantique, Franța. În 2009 avea o populație de 3,618 de locuitori.